# Bolbitis boivinii
Bolbitis boivinii är en träjonväxtart som först beskrevs av Georg Heinrich Mettenius och Oskar Kuhn, och fick sitt nu gällande namn av Ren-Chang Ching. Bolbitis boivinii ingår i släktet Bolbitis och familjen Dryopteridaceae. Inga underarter finns listade.